# ラ・ロシュフコー (シャラント県)
ラ・ロシュフコー （La Rochefoucauld、オック語リムーザン方言:La Ròcha Focaud）は、ヌーヴェル＝アキテーヌ地域圏、シャラント県の旧コミューン。コミューンと同名の美しいルネサンス様式の城があるために、『アングーモワの真珠』（perle de l'Angoumois）と呼ばれている。

## 地理
県都アングレームの北東約21kmのところにあり、シャラント川の支流タルドワール川の谷の中に位置している。ブラコンヌの森の東側となる。アングレーム＝リモージュ間の道路である国道141号線が通っている。
TERポワトゥー＝シャラントのアングレーム＝リムーザン路線が停車する、ラ・ロシュフコー駅がある。
地形的には、町はアキテーヌ盆地に属し、シャラントの石灰岩に一部が入る。コミューンはカルスト地形上にある。

## 歴史
フランス革命時代、貴族を連想させる名を避けるためにラ・ロシュ・タルドワール（La Roche Tardoire）と改名させられていた。
2019年1月1日、他コミューンと合併し、コミューン・ヌーヴェルのラ・ロシュフコー＝アン＝アングーモワとなった。

## 言語
ラ・ロシュフコーはオック語圏に含まれている。コミューンの西側に広がるブラコンヌの森は、オイル語圏のサントンジュ語との境界である。

## 人口統計
| 1962年 | 1968年 | 1975年 | 1982年 | 1990年 | 1999年 | 2006年 | 2011年 |
| ------ | ------ | ------ | ------ | ------ | ------ | ------ | ------ |
| 3462   | 3782   | 3699   | 3276   | 3448   | 3228   | 3111   | 2923   |

参照元:1999年までEHESS、2004年以降INSEE

## 経済
織物とフェルトを生産していたシャニョー社の工場が、タルドワール河岸のラ・シャバンヌ地区にある。1837年にサン・フロランで創業したこの会社は、2004年に操業を停止した。

## 史跡
- ラ・ロシュフコー城 - 17世紀完成。現在もラ・ロシュフコー家の所有である。
- ノートルダム・ド・ラソンプション・エ・サン・シバール参事会教会 - 13世紀。百年戦争やユグノー戦争で襲撃されたため、17世紀に再建事業が行われている。
- カルメル派修道院 - ラ・ロシュフコーにカルメル会が定住したのは1329年である。修道院は15世紀から16世紀にかけて拡張された。1563年から1564年にユグノー軍に占領され、破壊された。17世紀初頭まで廃墟のまま打ち捨てられていた。19世紀から20世紀にかけては、コレージュの校舎として利用されていた。

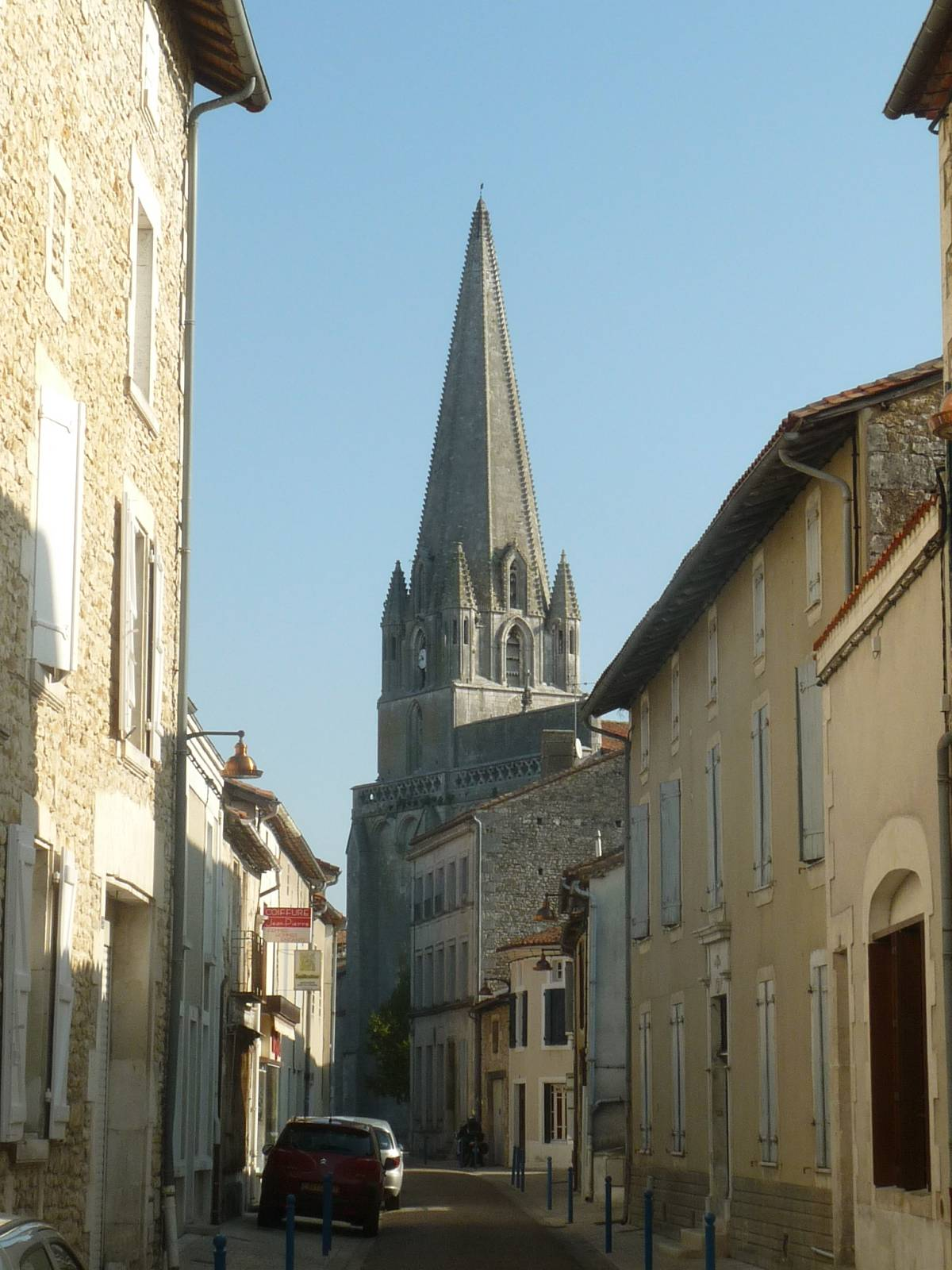
参事会教会
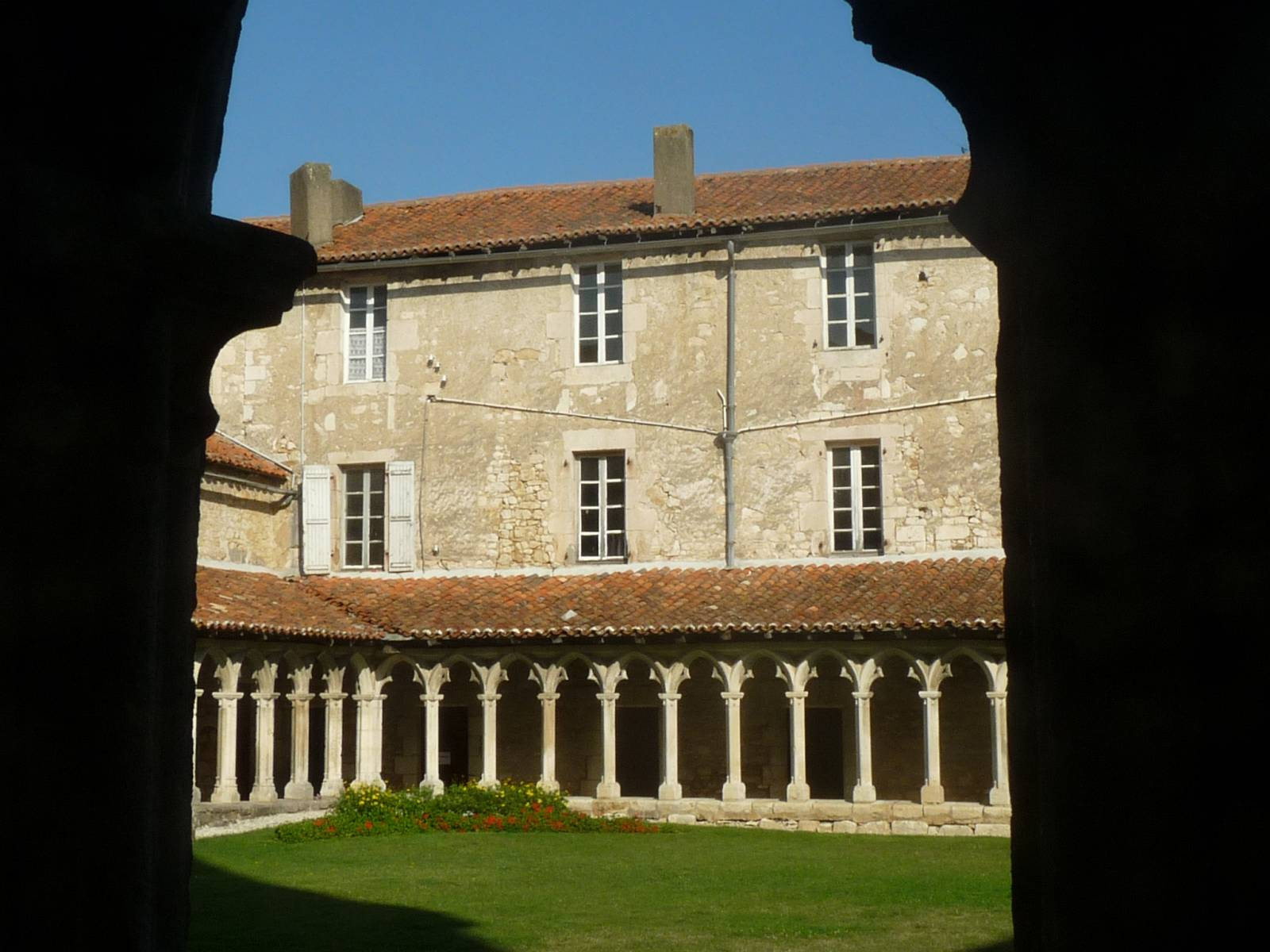
カルメル会修道院の回廊
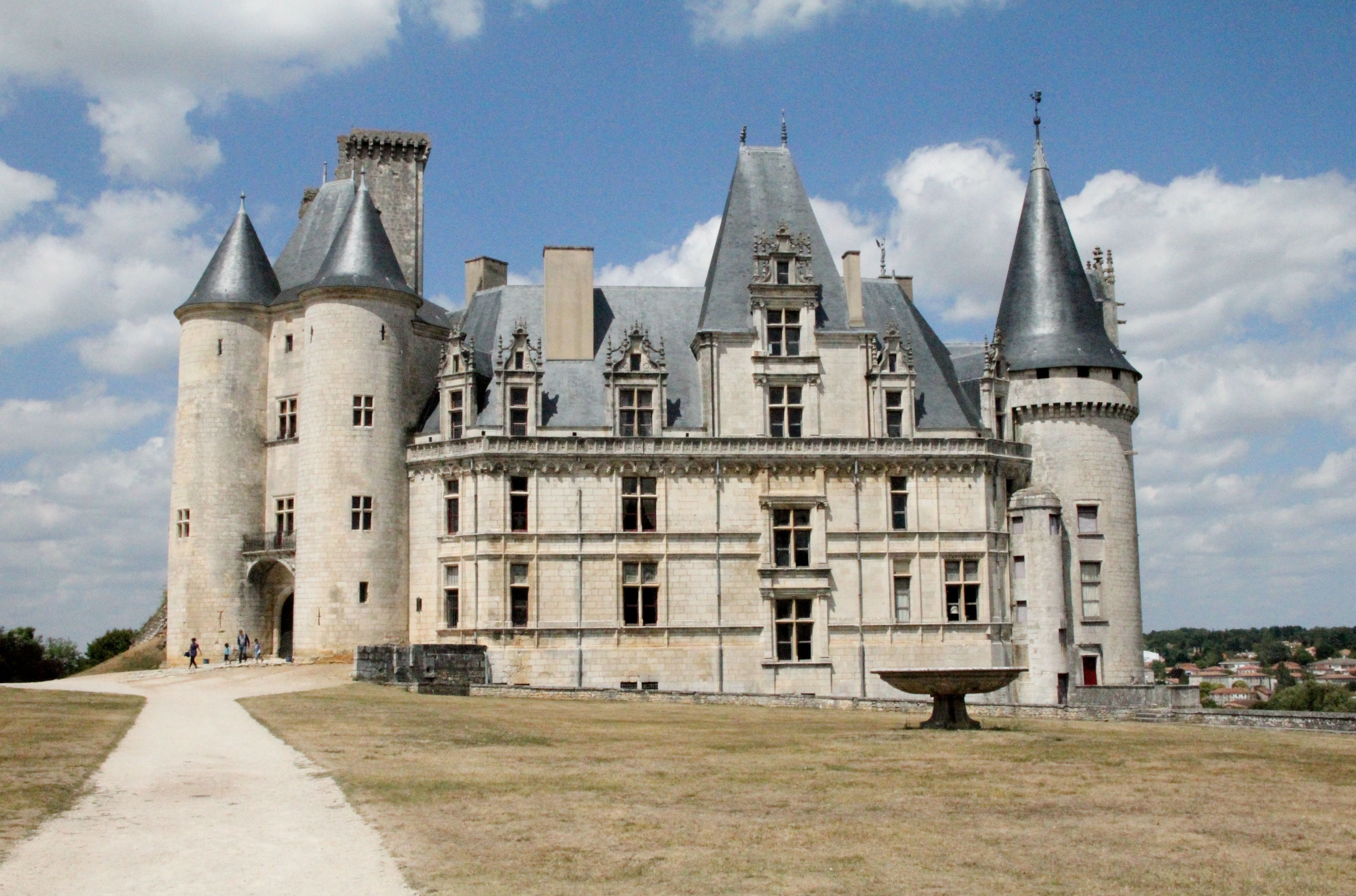
ラ・ロシュフコー城

## 出身者
- マリー＝クレール・レストゥー - 元柔道選手
- ニコル・ブリック - 政治家
- セバスチャン・シャルパンティエ - モーターサイクルロードレーサー

## 姉妹都市
- ビルケナウ (オーデンヴァルト)、ドイツ